# Pravice

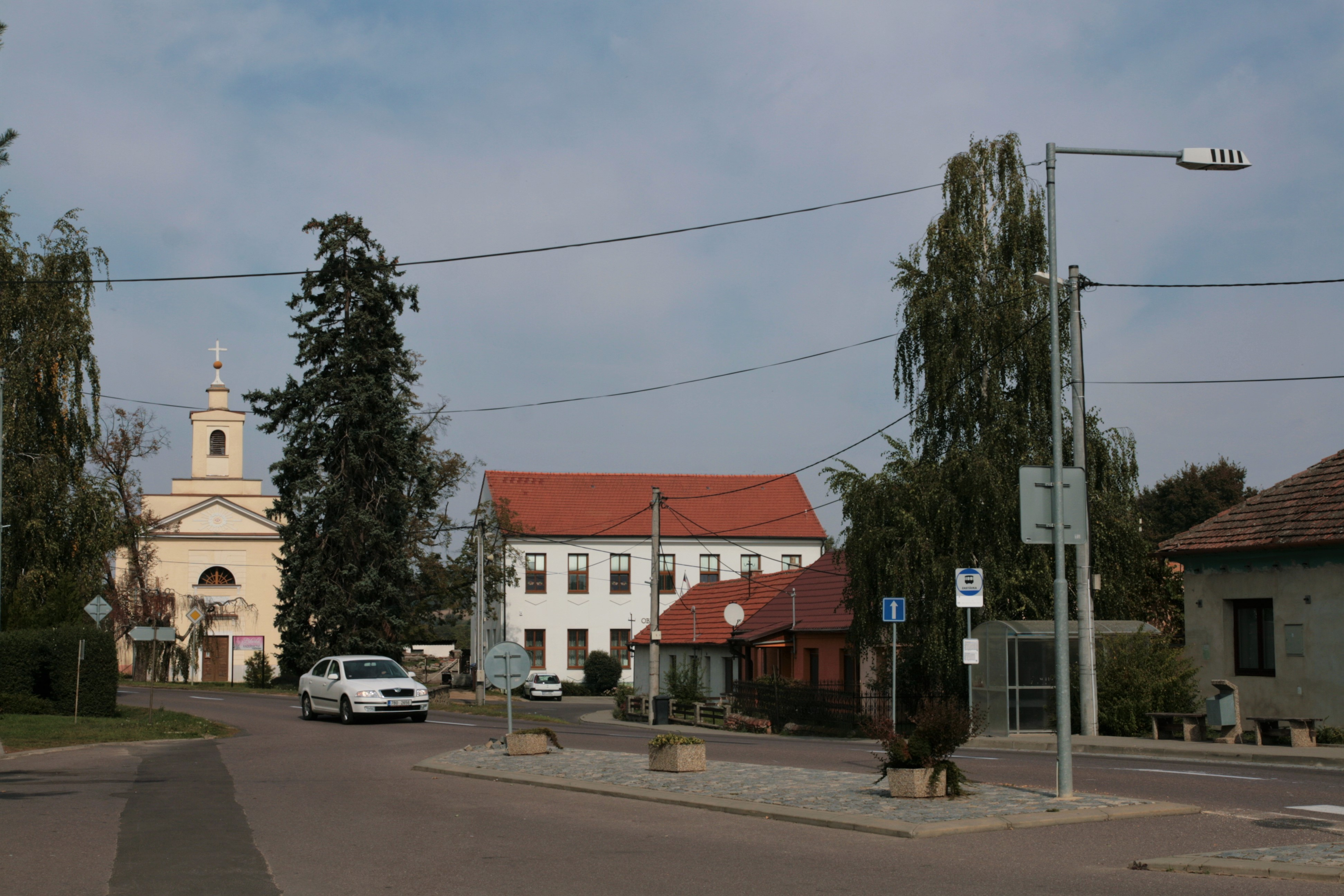
Ortszentrum mit Kapelle der hl. Dreifaltigkeit und Gemeindeamt

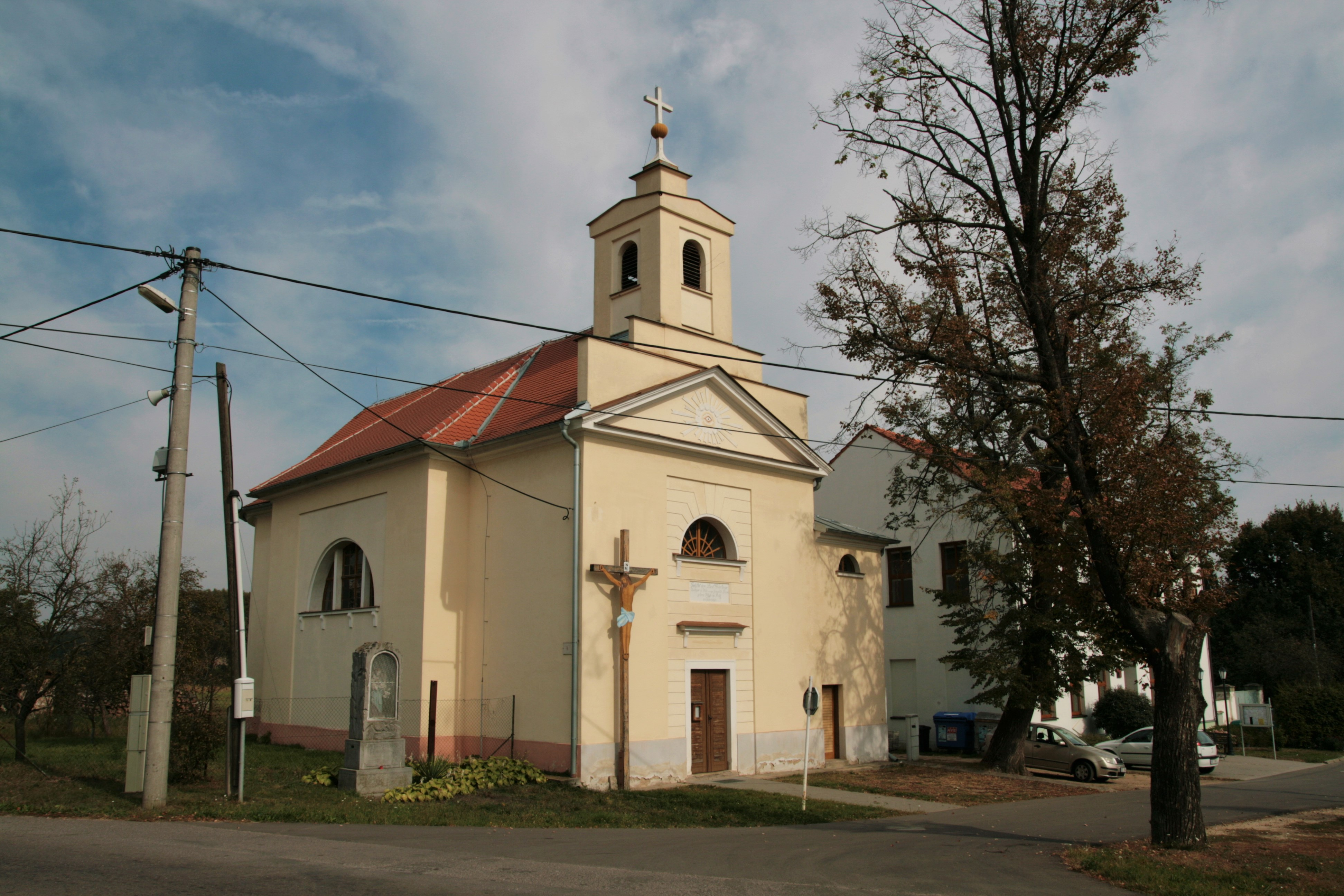
Kapelle der hl. Dreifaltigkeit

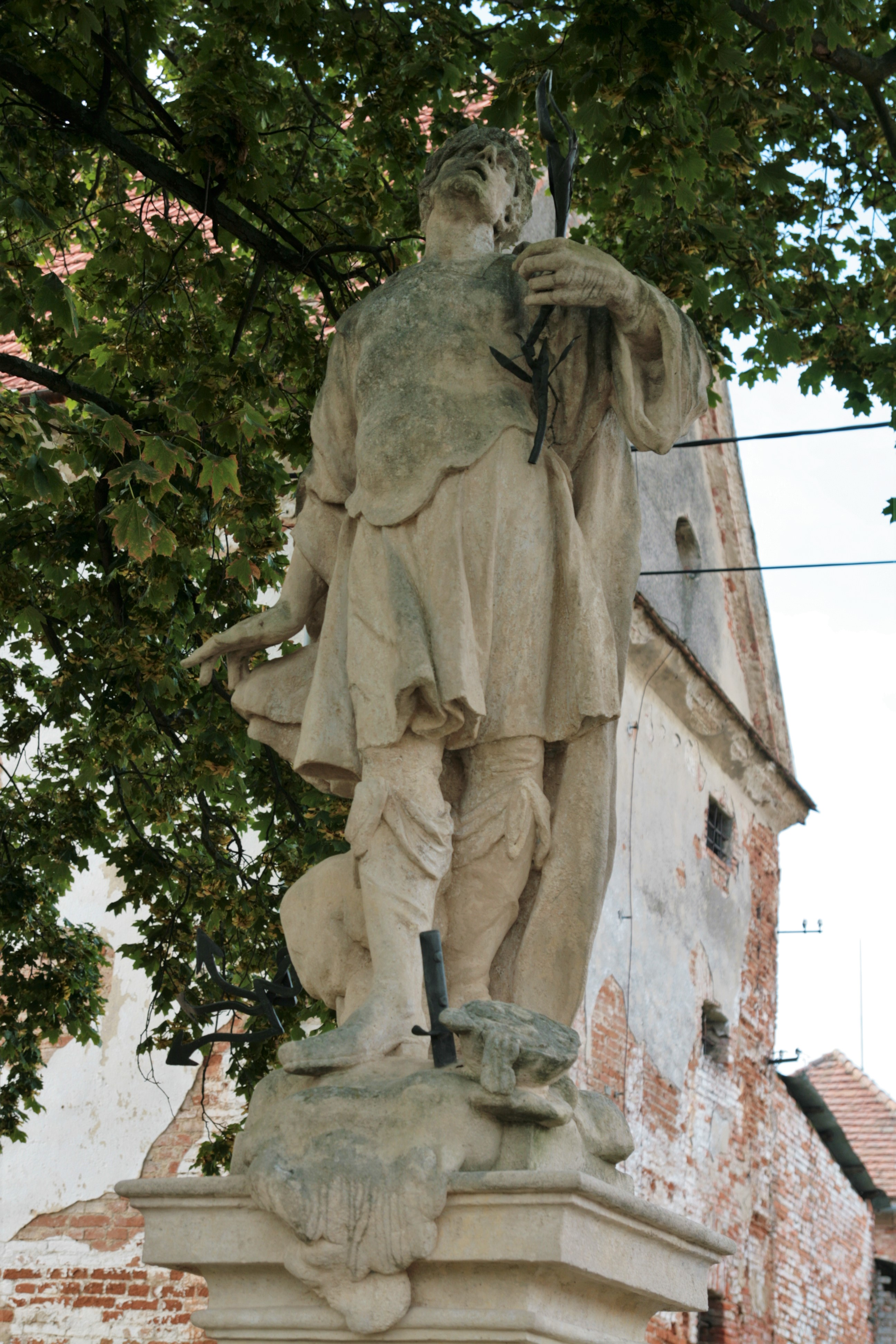
Statue des hl. Donatus

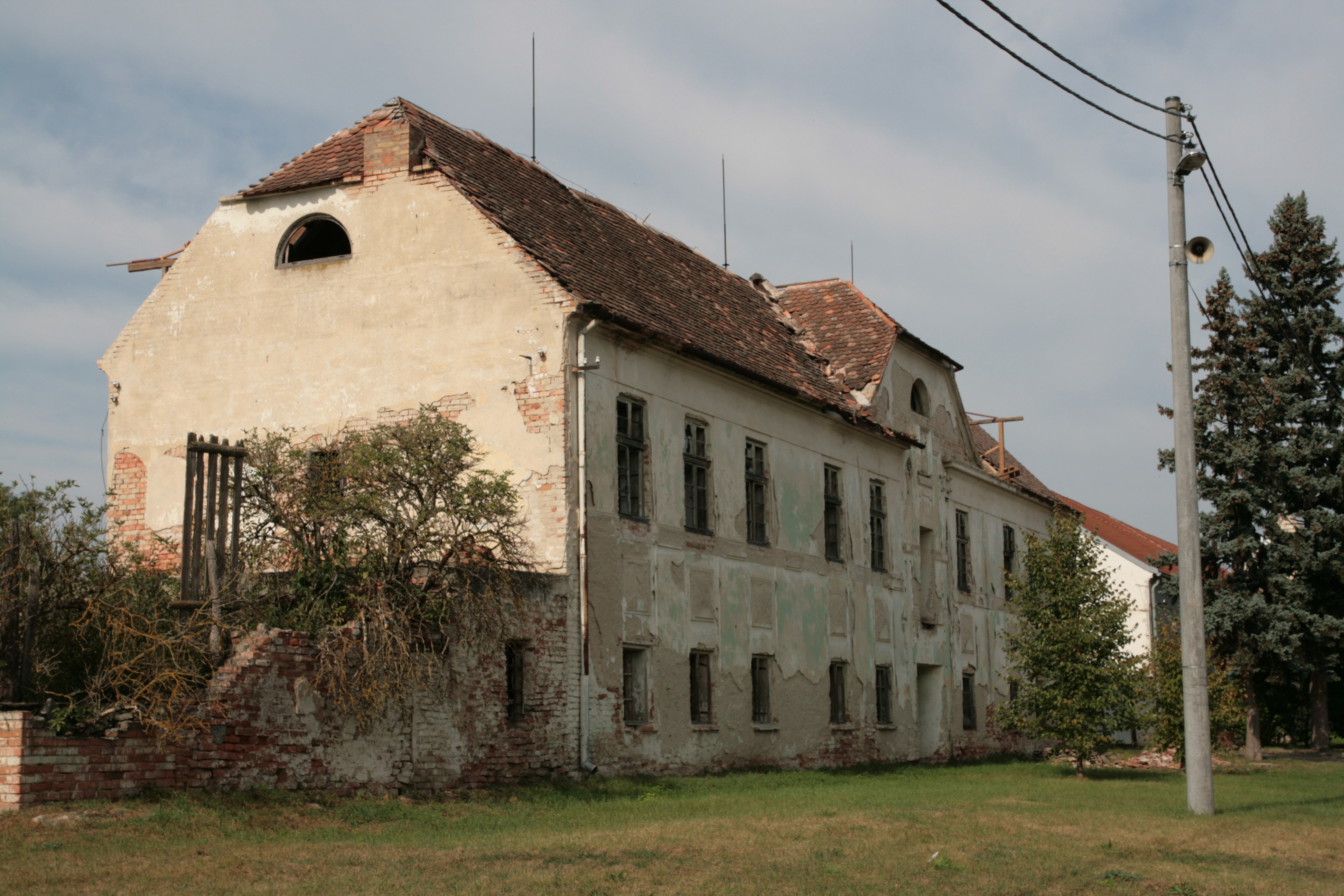
Gutshaus

Pravice (deutsch Probitz) ist eine Gemeinde in Südmähren, Tschechien. Der Ort liegt etwa 15 km nördlich der österreichischen Grenze.

## Geographie
Pravice befindet sich in der Thaya-Schwarza-Senke am Unterlauf des Baches Břežanka, der südlich des Dorfes in die  Jevišovka mündet.
Nachbarorte sind Břežany (Frischau) im Norden, Božice (Possitz) im Westen und Hrušovany nad Jevišovkou (Grusbach) im Südosten.

## Geschichte
Im 11. bis 13. Jahrhundert kam es zu einer großen Siedlungsbewegung von West nach Ost. Mähren wurde von 1031 bis 1305 von der Dynastie der Přemysliden regiert. Um größere Gebiete landwirtschaftlich zu nutzen und damit höhere Erträge zu erzielen, bewarben sie die Kolonisten mit Privilegien wie zehn Jahre Steuerfreiheit (deutsches Siedlerrecht). Bis zum Jahre 1150 wurde das Gebiet um Mikulov (Nikolsburg) und Znojmo (Znaim) von deutschen Einwanderern aus Niederösterreich besiedelt. Die bis 1945 gesprochene ui-Mundart und die Anlage des Dorfes bekunden, dass sie ursprünglich aus den bairischen Gebieten der Bistümer Regensburg und Passau stammten. Sie brachten neue landwirtschaftliche Geräte mit und führten die ertragreiche Dreifelderwirtschaft ein.
Die erste urkundliche Erwähnung der Ortschaft fand 1131 statt. Die Schreibweise des Ortes änderte sich mehrmals. So schrieb man 1131 „Brawicz“, 1293 „Prohowitz“, 1326 „Prabitz“, 1437 „Browitz“, 1539 „Probitz“, 1672 „Brabitz“ und ab 1700 die heutige Namensform „Probitz“.
Probitz erhielt in diesen Jahren das Recht der Gerichtsbarkeit. Im Laufe der Geschichte sind mehrere umliegende Orte durch Krieg oder Epidemien verödet: In den Hussitenkriegen der südwestlich gelegene Ort Milkowitz, östlich Martinitz und während der Reformationswirren die südlich gelegene Siedlung Johannesstadt. Geheimnisvolle unterirdische Gänge und Erdställe entdeckte man zwischen Gutshof und Táborky (Taborberg).
Während des Dreißigjährigen Krieges litt die Ortschaft unter Plünderungen und so verödeten 14 Anwesen. Diese wurden in den nächsten 30 Jahren langsam wieder besiedelt. Als schwedische Truppen unter Lennart Torstensson im Jahre 1645 Olmütz besetzten, unterbanden sie durch Raub und Drohungen fast die ganze Landwirtschaft in der Herrschaft. Ab dem Jahre 1692 war das Dorf ein Teil der Herrschaft Frischau.
Matriken werden seit 1744 geführt. Seit 1753 ist der 7. August (Donatus) Gemeindefeiertag. Im 18. Jahrhundert wurde das Dorf ausgebaut und dadurch vom Straßendorf zum Gassendorf. 1833 wurde die Kapelle, 1835 das erste Schulhaus erbaut (1892 ein neues). 1849 und 1855 / 1856 litt das Dorf unter der Cholera. 1886 wurde der neue Friedhof eingeweiht. Durch einen Großbrand im Jahre 1894 brannte eine ganze Häuserreihe nieder. Im gleichen Jahr wurde der Jaispitzbach reguliert. 1903 gründeten die Dorfbewohner eine Freiwillige Feuerwehr. Der größte Teil der Einwohner von Probitz lebte von der Vieh- und Landwirtschaft, wobei der in Südmähren seit Jahrhunderten gepflegte Weinbau kaum eine Rolle spielte. So überstieg die Menge des produzierten Weins nie den Eigenbedarf des Ortes. Weiters wurden verschiedene Getreide-, Gemüse- und Obstsorten in großen Mengen angebaut. Ebenso war die Jagd mit jährlich 600 geschossenen Hasen, 400 Kaninchen, 350 Fasanen, 1.000 Rebhühnern und 50 Rehen sehr einträglich. Neben dem üblichen Kleingewerbe gab es noch einen herrschaftlichen Meierhof, eine Milchsammelstelle und eine Ziegelei.
Nach dem Ersten Weltkrieg kam der zuvor zu Österreich-Ungarn gehörende Ort, der 1910 zu 99 % von Deutschmährern bewohnt wurde, durch den Vertrag von Saint-Germain zur Tschechoslowakei. Die folgende Bodenreform, eine Sprachenverordnung und die Neubesetzung von Beamtenstellen begünstigten den Zuzug von Tschechen in den Ort. Nach dem Münchner Abkommen wurde Probitz mit 1. Oktober 1938 Teil des Deutschen Reiches und am 15. April 1939 dem Reichsgau Niederdonau angeschlossen.
Nach dem Ende des Zweiten Weltkrieges, der 64 Opfer forderte, kam die Gemeinde wieder zur Tschechoslowakei zurück. Ungefähr die Hälfte aller deutschen Bürger von Probitz flohen vor den einsetzenden Nachkriegsexzessen oder wurden über die Grenze nach Österreich vertrieben. 445 Deutschsüdmährer wurden zwischen dem 22. Juni und dem 18. September 1946 nach Deutschland zwangsausgesiedelt. Vier Personen verblieben im Ort. Von den 835 Vertriebenen wurden 689 in Deutschland und 139 in Österreich angesiedelt. Je zwei Personen wanderten nach Kanada, in die USA und in andere europäische Staaten und eine nach Australien aus. Im Jahre 2000 waren auf dem Ortsfriedhof noch einige deutsche Gräber erhalten, ebenso die 1918 errichtete Kapelle mit deutscher Aufschrift.

## Verkehr
1870 wurde der nördliche Ast der österreichischen Ostbahn eröffnet, Probitz erhielt eine Bahnstation. Vom damaligen Staatsbahnhof (später Ostbahnhof) in Wien reiste man im Jahr 1901 über Mistelbach, Laa an der Thaya und Grussbach-Schönau in etwa vier Stunden die 98 Bahnkilometer nach Probitz, von wo die Strecke über Mährisch-Kromau und Kanitz nach Brünn weiterführte. Wien und Brünn waren über diese Strecke zwar durch ein Dutzend Züge, darunter vier Schnellzüge, pro Tag verbunden, von denen 1901 aber nur vier in Probitz hielten. 1944 / 1945 hielten zehn Züge pro Tag in Probitz, die Fahrzeit von / nach Wien über Grusbach-Schöngrafenau hatte sich auf dreieinviertel Stunden reduziert: Von / bis Wien konnte man sieben Mal pro Tag, von / bis Brünn fünf Mal pro Tag fahren. Die direkte Bahnverbindung nach Wien ist seit 1945 an der Staatsgrenze bei Laa an der Thaya unterbrochen; nach 1989 erfolgte tschechische Vorschläge, den kurzen fehlenden Streckenteil wieder zu errichten, wurden in Österreich nicht aufgegriffen.

## Wappen und Siegel
Das älteste Siegel stammt aus dem Jahre 1598. Es zeigt einen Renaissanceschild, darin oben ein Pflugeisen und darunter ein Messer. Die seitlichen Leerfelder werden durch ein Sternchen und eine Blume ausgefüllt. Ein der Gemeinde 1798 verliehenes Siegel zeigt eine Inschrift und einen Eichenzweig mit drei Eicheln und zwei Blättern.

## Bevölkerungsentwicklung
| Volkszählung | Einwohner gesamt | Volkszugehörigkeit der Einwohner | Volkszugehörigkeit der Einwohner | Volkszugehörigkeit der Einwohner |
| Jahr         | Einwohner gesamt | Deutsche                         | Tschechen                        | Andere                           |
| ------------ | ---------------- | -------------------------------- | -------------------------------- | -------------------------------- |
| 1880         | 658              | 630                              | 28                               | 0                                |
| 1890         | 704              | 701                              | 3                                | 0                                |
| 1900         | 742              | 730                              | 12                               | 0                                |
| 1910         | 745              | 737                              | 8                                | 0                                |
| 1921         | 781              | 723                              | 30                               | 28                               |
| 1930         | 879              | 853                              | 23                               | 3                                |

## Sehenswürdigkeiten
- Kapelle zur Hl. Dreifaltigkeit, errichtet 1835 und renoviert 1933.
- Donatus-Statue (1753)[18]
- mehrere Nischenkapellen

## Persönlichkeiten
- Rosa Höller (1924–2009), österreichische Leichtathletin
- Ludwig Horer (1924–2017), Heimatforscher, Regierungsrat, Träger der Dr. Rudolf-von-Lodgmann-Plakette

## Brauchtum
- Der Spitzname der Probitzer bei ihren Nachbarn war „Krastanzer“ oder „Eichelbeeren“